# Mirosław Tomasik
Mirosław Tomasz Tomasik (ur. 26 maja 1965 w Skawinie) – polski hokeista, olimpijczyk z Albertville 1992.
Jego syn Damian (ur. 1994) także został hokeistą.

## Kariera
W trakcie kariery sportowej reprezentował kluby:
- Podhale Nowy Targ w latach 1987–1994, 1997-2000
- Unia Oświęcim w latach 1996–1997.

Mistrz Polski w latach 1993, 1994 oraz wicemistrz w latach 1990, 1998, 2000.
W reprezentacji Polski rozegrał 65 meczów (w latach 1991–1997) zdobywając w nich 22 bramki. Uczestnik mistrzostw świata w:
- Eindhoven (1993) (grupa B). Polska zajęła 14. miejsce,
- Kopenhadze (1994) (grupa B). Polska zajęła 15. miejsce,
- Bratysławie (1995) (grupa B). Polska zajęła 15. miejsce,
- Eindhoven (1996) (grupa B). Polska zajęła 17. miejsce,
- Katowicach (1997) (grupa B). Polska zajęła 17. miejsce.

Na igrzyskach w roku 1992 był członkiem drużyny hokejowej, która zajęła 11. miejsce.
Po zakończeniu czynnej kariery zawodniczej został zawodnikiem TS Old Boys Podhale, w 2014 zdobył z drużyną złoty medal mistrzostw Polski oldboyów.